# هشام حنفي
هشام حنفي مواليد 12 أغسطس 1973 في القاهرة، هو لاعب كرة قدم مصري دولي سابق كان يلعب كلاعب وسط.

## روابط خارجية
- هشام حنفي على موقع الاتحاد الدولي (مؤرشف)  (الإنجليزية)
- هشام حنفي على موقع قاعدة بيانات كرة القدم.إي يو (الإنجليزية)
- هشام حنفي على موقع ناشيونال فوتبول تيمز (الإنجليزية)